# OUN-M

Tarcza OUN-M

OUN-M (melnykowcy) – nazwa frakcji (później niezależnej organizacji) Organizacji Ukraińskich Nacjonalistów, powstałej ostatecznie w lipcu 1940 roku w Krakowie. Nazwa pochodzi od nazwiska przywódcy Andrija Melnyka.

## Rozłam w OUN
We wrześniu 1939 roku tzw. Krajowy Prowid (Zarząd Krajowy) OUN pod kierownictwem Lwa Rebeta odmówił kategorycznie wykonania polecenia zarządu zagranicznego OUN (pod kierownictwem Andrija Melnyka) wszczęcia powstania antypolskiego, jako dywersji na rzecz Niemiec.
Rebet uważał, że wobec paktu Ribbentrop-Mołotow będzie to działanie wyłącznie w interesie ZSRR, którego uważał za głównego przeciwnika Ukrainy. Decyzja Rebeta podjęta w zastępstwie Bandery (Stepan Bandera został po wybuchu wojny wypuszczony 13 września 1939 z więzienia w Brześciu nad Bugiem, gdzie odbywał wyrok dożywotniego więzienia za zorganizowanie zabójstwa ministra spraw wewnętrznych Bronisława Pierackiego – zaaprobował następnie decyzję Rebeta) była podstawą rozłamu w OUN na frakcję OUN-M (Andrij Melnyk, Omelan Senyk) i OUN-B (Stepan Bandera, Łew Rebet, Jarosław Stećko – banderowcy).
Bandera po krótkim pobycie w Rzymie przybył do Krakowa. Doprowadził do zwołania w dniach 9 i 10 lutego 1940 roku krajowej konferencji OUN, gdzie zażądano ustąpienia ze stanowiska Melnyka. Kiedy to nie nastąpiło, banderowcy zwołali w Krakowie osobny II Wielki Kongres OUN, co doprowadziło w lipcu 1940 roku do rozłamu na dwie frakcje:
- OUN–R (OUN-B), tzw. frakcja rewolucyjna (banderowcy)
- OUN–M, frakcja melnykowska (melnykowcy)

Zwolennicy Melnyka stanowili bardziej umiarkowany od banderowców odłam ukraińskiego ruchu nacjonalistycznego. Pod względem politycznym zamierzali pozostawać lojalnymi sojusznikami Trzeciej Rzeszy, zaś w kwestiach programowych stali na dotychczasowych pozycjach ideologicznych. Choć melnykowcy byli wrogo nastawieni do Polski, Polaków i polskości, to jednak nie przekładało się to na ich poparcie dla fizycznej eksterminacji polskiej ludności cywilnej. Gdy banderowcy przystąpili do zbrodniczych akcji wymierzonych przeciwko Polakom (rzeź wołyńska i czystka etniczna w województwach lwowskim, tarnopolskim i stanisławowskim), kierownictwo OUN-M odcięło się od tej działalności. Potępiło również metody, jakimi posługiwali się banderowcy, wychodząc z założenia, że przyczyniają się one jedynie do wzmocnienia żywiołu polskiego, który pałając chęcią zemsty do Ukraińców gotów był pójść na współpracę przeciwko nim z Niemcami i Sowietami.

## Działalność
Pierwsze rozmowy na temat tworzenia formacji ukraińskich w ramach przygotowań do wojny Niemiec przeciw ZSRR przeprowadzili melnykowcy z przedstawicielami Abwehry w Krakowie 18 października 1940 roku.
Powołanie przez grupę Andrija Melnyka w 1939 roku Legionu Ukraińskiego pod auspicjami Abwehry było krótkotrwałym epizodem. Rozwiązano go po decyzji Łwa Rebeta o odmowie wywołania powstania antypolskiego w Galicji Wschodniej.
Melnykowcy popierani byli przez Ukraiński Komitet Centralny.
W 1941 roku zorganizowali „grupy pochodne OUN”, mające na celu przejmowanie władzy na terenach opanowanych przez armię niemiecką.

### Ukraińska Policja Pomocnicza
W lutym 1942 melnykowcy pomagali w utworzeniu Ukraińskiej Policji Pomocniczej, która podlegała im ideologicznie i organizacyjnie.

### Wojskowe Oddziały OUN-M
Oddziały zbrojne OUN-M zaczęto formować w marcu 1943 roku, a na naradzie aktywu w maju tego roku w Ławrze Poczajowskiej uchwalono powołanie „Wojskowych Oddziałów”. Utworzono tzw. „bazy”, tj. jedną w postaci dwóch sotni w powiecie krzemienieckim (M. Danyluka Błakytnego i M. Nedzwećkiego Chrona), drugą w powiecie włodzimierskim (jedna sotnia O. Biłego Arijca) i trzecią o charakterze rajdowym (Wołyncia).
Żywot melnykowskich formacji zbrojnych był krótki, bowiem po nieudanych próbach przeciągnięcia melnykowców do szeregów OUN Bandery, oddziały Melnyka zostały rozbite przez banderowców pod dowództwem Iwana Kłymyszyna „Kruka” i Petra Olijnyka „Eneja” 7 lipca 1943 roku, a grupa Wołyncia rozbrojona w sierpniu 1943 roku. Kadrę dowódczą melnykowców banderowcy zamknęli w obozie o zaostrzonym rygorze i tych, którzy odmówili podporządkowania się OUN Bandery, po pewnym czasie rozstrzelali. Pozostali działacze poukrywali się, a siatka organizacyjna zanikła.
Jesienią 1943 roku melnykowcy zaczęli odtwarzać organizację i w tym czasie doszli do porozumienia z Niemcami, tworząc u ich boku Wołyński Legion, przemianowany później na Ukraiński Legion Samoobrony.
Oprócz tego w Bieszczadach w 1944 roku utworzono oddział im. hetmana Pawła Połubotka.

### 14 Dywizja Grenadierów
W 1943 roku działacze OUN-M zaangażowali się również w tworzenie 14 Dywizji Grenadierów SS. W kwietniu 1943 roku utworzono z 2 Niemców i 12 Ukraińców Zarząd Wojskowy (Wijskowa Uprawa). Na czele WU stanął płk Alfred Bisanz, a w jego skład wchodzili między innymi gen. Wiktor Kurmanowycz, o. Wasyl Łaba i Mychajło Chronowiat.
W dniu 28 kwietnia 1943 roku we Lwowie odbyły się uroczystości inauguracyjne powstania dywizji. Stronę ukraińską reprezentował Wołodymyr Kubijowycz. Uroczystości odbyły się w katedrze św. Jura, odprawiono nabożeństwo, które celebrował ksiądz biskup Josyf Slipyj, a kazanie wygłosił ksiądz mitrat Wasyl Łaba.

### Emigracja
Główne promelnykowskie organizacje na emigracji to:
- Ukrainian National Federation (UNO) w Kanadzie
- Organization for the Rebirth of Ukraine (ODVU) w USA
- Union for Agricultural Education w Brazylii
- Vidrodzhennia society w Argentynie
- Ukrainian National Alliance we Francji
- Federation of Ukrainians w Wielkiej Brytanii

### Powrót na Ukrainę
Od 1990 roku OUN-M działa na Ukrainie. W maju 1993 roku w Irpeniu pod Kijowem odbył się XII zjazd organizacji. Na przewodniczącego wybrano ponownie Mykołę Pławiuka, Radzie OUN przewodzić zaczął prof. K. Towstiuk, Radzie Seniorów – prof. Jurij Bojko.

## Prowidnycy krajowi OUN-M
- Andrij Melnyk (1945–1964)
- Ołeksandr Sztul-Zdanowycz (1965–1976)
- Denys Kwitkowskyj (1977–1979)
- Mykoła Pławiuk (1979–1992)